# Landklimaat

Schematische kaart van gebieden met een landklimaat (D)

Een landklimaat of continentaal klimaat is een klimaat dat wordt gekenmerkt door extreme temperaturen in zowel de zomer als de winter, in tegenstelling tot een zeeklimaat.
Gebieden met dit type klimaat liggen in de regel ver landinwaarts, waar de matigende invloeden van oceanen zeer klein zijn. Doordat de relatief droge landoppervlakken makkelijk opwarmen en afkoelen worden de temperaturen in de zomer extreem hoog, en in de winter extreem laag.
Volgens de klimaatclassificatie van Köppen is het landklimaat een D-klimaat, eventueel nader aan te duiden als Df, Dw, of Ds-klimaat.

## Voorkomen
Het landklimaat komt alleen maar voor op de op het noordelijk halfrond gelegen Euraziatische landmassa en Noord-Amerika. Voorbeelden van landen met een landklimaat zijn: Rusland, Oekraïne, Kazachstan, Mongolië, de Verenigde Staten, Canada en Armenië. 

## Verdere onderverdeling volgens Köppen
- Df: landklimaat of continentaal klimaat; met neerslag gedurende het hele jaar
  - Dfa: warm landklimaat; met neerslag gedurende het hele jaar en de warmste maand van het jaar met een gemiddelde maandtemperatuur van ten minste 22 °C
  - Dfb: gematigd landklimaat; met neerslag gedurende het hele jaar en de warmste maand van het jaar met een gemiddelde maandtemperatuur van minder dan 22 °C (hemiboreaal klimaat)
  - Dfc: koel landklimaat; met neerslag gedurende het hele jaar en met maximaal vier maanden per jaar een gemiddelde maandtemperatuur van 10 °C of meer (subarctisch klimaat)
  - Dfd: koud landklimaat; met neerslag gedurende het hele jaar en de koudste maand van het jaar met een gemiddelde maandtemperatuur van minder dan 38 °C onder het vriespunt (subarctisch klimaat)
- Dw: landklimaat of continentaal klimaat; met droge winters
  - Dwa: warm landklimaat; met droge winters en de warmste maand van het jaar met een gemiddelde maandtemperatuur van ten minste 22 °C
  - Dwb: gematigd landklimaat; met droge winters en de warmste maand van het jaar met een gemiddelde maandtemperatuur van minder dan 22 °C (hemiboreaal klimaat)
  - Dwc: koel landklimaat; met droge winters en met maximaal vier maanden per jaar een gemiddelde maandtemperatuur van 10 °C of meer (subarctisch klimaat)
  - Dwd: koud landklimaat; met droge winters en de koudste maand van het jaar met een gemiddelde maandtemperatuur van minder dan 38 °C onder het vriespunt (subarctisch klimaat)
- Ds: landklimaat of continentaal klimaat; met droge zomers
  - Dsa: warm landklimaat, met droge zomers en de warmste maand van het jaar met een gemiddelde maandtemperatuur van ten minste 22 °C (mediterraan landklimaat)
  - Dsb: gematigd landklimaat, met droge zomers en de warmste maand van het jaar met een gemiddelde maandtemperatuur van minder dan 22 °C (mediterraan landklimaat) en  (hemiboreaal klimaat)
  - Dsc: koel landklimaat, met droge zomers en met maximaal vier maanden per jaar een gemiddelde maandtemperatuur van 10 °C of meer
  - Dsd: koud landklimaat, met droge zomers en de koudste maand van het jaar met een gemiddelde maandtemperatuur van minder dan 38 °C onder het vriespunt

### Vochtig continentaal klimaat
De warme en gematigde landklimaten (D.a en D.b) worden tezamen ook wel aangeduid als de vochtige continentale klimaten. De gematigde landklimaten (D.b) worden ook wel hemiboreale klimaten genoemd: halfweg tussen de warm-gematigde (D.a) en de boreale (D.c en D.d) klimaten.

### Subarctisch klimaat
Dfc, Dwc, Dfd en Dwd worden ook wel subarctische klimaten, subpolaire, boreale of taigaklimaten genoemd. Dfd en Dwd-klimaten komen alleen voor in het noorden van Oost-Siberië in de regio waar Verchojansk en Ojmjakon liggen, waar de temperaturen kunnen dalen tot −70 °C

### Mediterraan landklimaat
De Dsa- en Dsb-klimaten zijn vrij zeldzaam en worden ook wel mediterrane landklimaten of mediterraan-continentale klimaten genoemd. Voorbeelden zijn de hooglanden van Anatolië en een klein deel van de Spaanse Hoogvlakte.